# Estádio Gerson Emery
Estádio Gerson Emery – stadion piłkarski, w Garanhuns, Pernambuco, Brazylia, na którym swoje mecze rozgrywa klub Associação Garanhuense de Atletismo.